# Thomas Y. Hou
Thomas Yizhao Hou (* 1962) ist ein chinesisch-US-amerikanischer Mathematiker, der sich mit Numerischer Mathematik befasst.
Hou studierte Mathematik an der South China University of Technology mit dem Bachelor-Abschluss 1982 und wurde 1987 an der University of California, Los Angeles, bei Björn Engquist promoviert (Convergence of Particle Methods for Euler and Boltzmann Equations with Oscillatory Solutions). 1989 wurde er Assistant Professor und 1992 Associate Professor am Courant Institute of Mathematical Sciences of New York University. Ab 1993 war er als Associate Professor und ab 1998 Professor am Caltech. Seit 2004 ist er dort Charles Lee Powell Professor für Angewandte und Numerische Mathematik.
2002 bis 2006 war er auch Professor an der Chinesischen Akademie der Wissenschaften und ab 2009 Gastprofessor an der Hongkong University of Science and Technology. Er war außerdem Gastprofessor an der École normale supérieure, der Universität Paris VI, dem Mittag-Leffler-Institut, dem Institute for Advanced Study (1991/92) und der Nationalen Universität von Singapur.
Er befasst sich mit Multiskalen-Analyse, Adaptiver Datenanalyse, numerischer Hydrodynamik (Fragen des Blow Up bei Euler- und Navier-Stokes-Gleichungen in drei Dimensionen, Grenzflächenprobleme, Vortexdynamik, Multiphasen-Fluss). 2001 erhielt er den James-H.-Wilkinson-Preis. Er ist Mitglied der American Academy of Arts and Sciences (2011) und der National Academy of Sciences (2024). 1990 bis 1992 war er Sloan Research Fellow. Er ist Fellow der American Mathematical Society.
Er war 2002 Gründungsherausgeber des SIAM Journal on Multiscale Modeling and Simulation und ist Mitherausgeber und einer der Gründer von Advances in Adaptive Data Analysis. 1998 bis 2001 war er Herausgeber von Mathematical Modeling and Numerical Analysis und 1992 bis 1997 Mitherausgeber des SIAM Journal of Numerical Analysis.

## Schriften
- mit Yalchin Efendiev Multiscale finite element methods: theory and applications, Springer Verlag 2009
- Herausgeber mit Chun Liu, Jian-Gao Liu Multi-scale phenomena in complex fluids: modeling, analysis and numerical simulation, World Scientific 2009 (Vorlesungen an der Fudan-Universität in Shanghai)